# Tipula (Lunatipula) diabolica
Tipula (Lunatipula) diabolica is een tweevleugelige uit de familie langpootmuggen (Tipulidae). De soort komt voor in het Nearctisch gebied.